# Chili (Schiff)
Die Chili war ein 1895 in Dienst gestelltes Passagierschiff der französischen Reederei Messageries Maritimes für den Linienverkehr nach Südamerika und Fernost sowie ab 1912 auch im Mittelmeer. 1927 wurde das Schiff ausgemustert und in La Spezia abgewrackt.

## Geschichte
Die Chili entstand in der Werft von Chantiers Navals de La Ciotat in La Ciotat und lief am 14. Oktober 1894 vom Stapel. Nach der Ablieferung an Messageries Maritimes erfolgte 1895 die Indienststellung auf der Südamerika-Route mit Bordeaux als Ausgangspunkt. Ihr Schwesterschiff war die 1896 in Dienst gestellte Cordillère.
Am 24. April 1903 sank die Chili aufgrund von fehlerhafter Beladung an ihrem Liegeplatz im Hafen von Bordeaux. Nachdem die Bergung mit einem Kran fehlschlug half das schwedische Bergungsschiff Herakles beim Einsatz. Die anschließenden Reparaturarbeiten dauerten bis Juli 1903 an, ehe das Schiff wieder den Dienst aufnehmen konnte. Ab 1912 bediente es neben der Südamerika- und der Fernost-Route auch die Mittelmeer-Linie.
Während des Ersten Weltkriegs diente die Chili als Truppentransporter und überstand diesen Einsatz ohne größere Vorkommnisse. Nach Ende des Krieges kehrte das Schiff in den Passagierdienst zurück und stand fortan sowohl auf der Fernost-Route, als auch im Linienverkehr nach Madagaskar im Einsatz. Nach einer 32 Jahre andauernden Dienstzeit wurde die Chili im April 1927 zum Abbruch verkauft und im selben Jahr in La Spezia abgewrackt.